# Eulepte alialis
Eulepte alialis là một loài bướm đêm trong họ Crambidae.